# Jacques Thoret
Pour les articles homonymes, voir Thoret.
Jacques Thoret, né le 30 janvier 1737 à Vignoux-sur-Barangeon (Cher) et décédé le 6 août 1820 à Corquoy (Cher), est élu député du tiers état de mars 1789 à septembre 1791.

## Biographie
Jacques Thoret dont le patronyme se prononce Thorette, est né de l'union de Jacques Thoret et de Jeanne Rifaud. Il se marie le 13 mai 1777, en l'église Saint-Pierre-le-Guillard de Bourges avec Marie-Magdeleine de Bienvenuat, âgée de 36 ans, fille de Pierre de Bienvenuat, conseiller au bailliage de Berry et de Françoise Chigot. Leur union sera sans descendance.
Il est médecin et professeur à l'université de Bourges.
Anobli par Louis XVIII en 1816, il était chevalier de l'ordre royal de la Légion d'honneur[réf. nécessaire].
Retiré dans sa propriété, à Corquoy (Cher), il y meurt le 6 août 1820, âgé de 83 ans, veuf.